# Cornel Călugăreanu
Cornel Călugăreanu (ur. 30 lipca 1930 w Drăgănești-Vlașca, zm. w 2011) – rumuński koszykarz. Reprezentant kraju na igrzyskach olimpijskich w 1952 w Helsinkach. Na igrzyskach olimpijskich zagrał w obu meczach, w meczu z Kanadą zdobył trzy punkty.